# الأحزاب السياسية في باكستان

علم باكستان

## الأحزاب والحركات السياسية النشيطة في السياسة الوطنية والإقليمية في باكستان
- حزب الشعب الباكستاني (البرلمانيين)
- جامعة باكستان الإسلامية
- حركة تحريك الإنصاف الباكستانية
- الحركة القومية المتحدة
- حزب عوامي الوطني
- مجلس الأمل المتحد
- حركة الإنصاف الباكستانية